# اوراكي/جبل كوك
أوراكي / جبل كوك هو أعلى جبل في نيوزيلندا، تم سرد ارتفاعه منذ عام 2014 على أنه 3724 مترًا (12,218 قدمًا)، منخفضًا من 3,764 مترًا (12,349 قدمًا) قبل ديسمبر 1991، بسبب الانهيار الصخري والتآكل اللاحق،  تقع في جبال الألب الجنوبية، وهي سلسلة الجبال التي تمتد على طول الجزيرة الجنوبية، وهي جهة سياحية مشهورة، كما أنها تحديا مفضلا لمتسلقي الجبال، يتكون أوراكي / جبل كوك من ثلاث قمم، من الجنوب إلى الذروة المنخفضة (3,593 مترًا أو 11,788 قدمًا)، والقمة الوسطى (3717 مترًا أو 12195 قدمًا) وهاي بيك، تقع القمم جنوبًا وشرقًا قليلاً من الفجوة الرئيسية لجبال الألب الجنوبية، مع تاسمان الجليدي من الشرق والجبل الجليدي هوكر إلى الجنوب الغربي.
كان هناك تساقط صخري كبير في عام 1991 حول القمة إلى حافة السكين وخفض ارتفاع الجبل بمقدار 10 أمتار تقريبًا أو نحو ذلك في ذلك الوقت، تم قياس أوراكي / جبل كوك في عام 2013 لتكون 3724 مترًا، أي أقل 40 مترًا من قياس سقوط الصخور قبل عام 1991.

## الموقع
يقع الجبل في منتزه أوراكي / جبل كوك الوطني في منطقة كانتربيري، تم إنشاء المتنزه في عام 1953 إلى جانب منتزه ويستلاند الوطني ومنتزه ماونت أسبايرج الوطني ومنتزه فيوردلاند الوطني أحد مواقع التراث العالمي لليونسكو، تحتوي الحديقة على أكثر من 140 قمة تبلغ مساحتها أكثر من 2000 متر (6,600 قدم) و 72 من الأنهار الجليدية المسماة، والتي تغطي 40 في المئة من 700 كيلومتر مربع (170000 فدان).
تقع الذروة في الطرف الشمالي لسلسلة كيري كاتا / جبل كوك، حيث تلتقي بالعمود الفقري الرئيسي للفرقة الرئيسية، وتشكل كتلة صخرية بين وادي هوكر وجنوب غرب وادي تسمان، يوفر هذان الواديان أقرب وجهات نظر يمكن الوصول إليها بسهولة من أوراكي / جبل كوك، تقع نقطة مراقبة في نهاية مسار وادي هوكر على بعد 10 كم فقط من القمة مع إطلالات على سفح الجبل بأكمله.
تعتبر مستوطنة جبل كوك، والتي يشار إليها أيضًا باسم «أوراكي / جبل كوك»، مركزًا سياحيًا ومخيمًا أساسيًا للجبل، يقع على بعد 7 كم من نهاية تاسمان الجليدي وعلى بعد 15 كم جنوب قمة أوراكي / جبل كوك.
في الأيام الصافية، يكون أوراكي / جبل كوك مرئيًا من الساحل الغربي إلى أقصى الشمال مثل غرايموث، على بعد حوالي 150 كم، ومن معظم طريق دولة 80 السريعة على طول بحيرة بيكاكي وطريق سريع 6 جنوب بحيرة بيكاكي، شكل سلسلة التلال الأفقية القريبة التي تربط قمم الجبال الثلاثة شكلًا ممتلئًا بالألواح عند رؤيته من اتجاه شرقي أو غربي، وجهة نظر شائعة أخرى هي بحيرة ماثيسون على الساحل الغربي، والتي توصف بأنها «منظر لوجهات النظر»، حيث تنعكس قمم أوراكي / جبل كوك وجبل تاسمان في الأيام الهادئة في أيام هادئة.

## المناخ المحلي
يتلقى أوراكي / جبل كوك هطولًا كبيرًا على مدار العام، بالإضافة إلى رياح غربية غنية بالرطوبة على مدار السنة، حيث تجلب معها أمطارًا غزيرة من بحر تسمان.
هطول الأمطار السنوي حول سلاسل الجبال يختلف عن بحر تسمان، تشكل كتلة أوراكي / جبل كوك عائقًا كبيرًا أمام الرياح الغربية السائدة لأنها تدفع بالاكتئاب والواجهات الباردة المرتبطة بالهواء الرطب من المناطق شبه الاستوائية في الشمال الغربي مقابل سلسلة الجبال، عندما يرتفع الهواء باتجاه القمم، يتسع ويبرد ويشكل السحب، غالبًا ما يكون هطول الأمطار والثلوج أثقل حول مستوى 1200 متر (3900 قدم).
جبل كوك فيليدج، على بعد 15 كم (9 ميل) جنوب أوراكي / جبل كوك، حيث يمكنك الحصول على أكثر من 10,000 مم (394 بوصة)  يتلقى الجبل 484 مم (176.5 بوصة) من الأمطار أو تساقط الثلوج،  على الرغم من أن الطقس على الجانب الشرقي من الجبل أفضل عمومًا، إلا أن الأمطار أو الثلج يمكن أن ينتشر بسرعة على هذا الجانب،  إضافة إلى ظروف التسلق الصعبة على أوراكي / جبل كوك.
تتراوح درجات الحرارة عند قاعدة الجبل في وادي هوكر على بعد حوالي 800 متر (2,600 قدم) من 13 درجة مئوية (9 درجة فهرنهايت) إلى 32 درجة مئوية (90 درجة فهرنهايت)، وتنخفض عمومًا أكثر من درجة مئوية واحدة لكل 200 متر من ارتفاع.
من حوالي 1000 متر (3300 قدم) وأعلى، توجد حقول ثلجية وشبه جليدية شبه دائمة خلال فصل الشتاء، والربيع عادة ما تكون أقل تسوية من الصيف والخريف، غالبًا ما تجلب الأعاصير المضطربة أيامًا من الطقس المستقر في فصل الصيف، أو تسقط في فصل الشتاء ظروف باردة شديدة الصقيع.

## التاريخ

### التسمية والاكتشاف الأوروبي

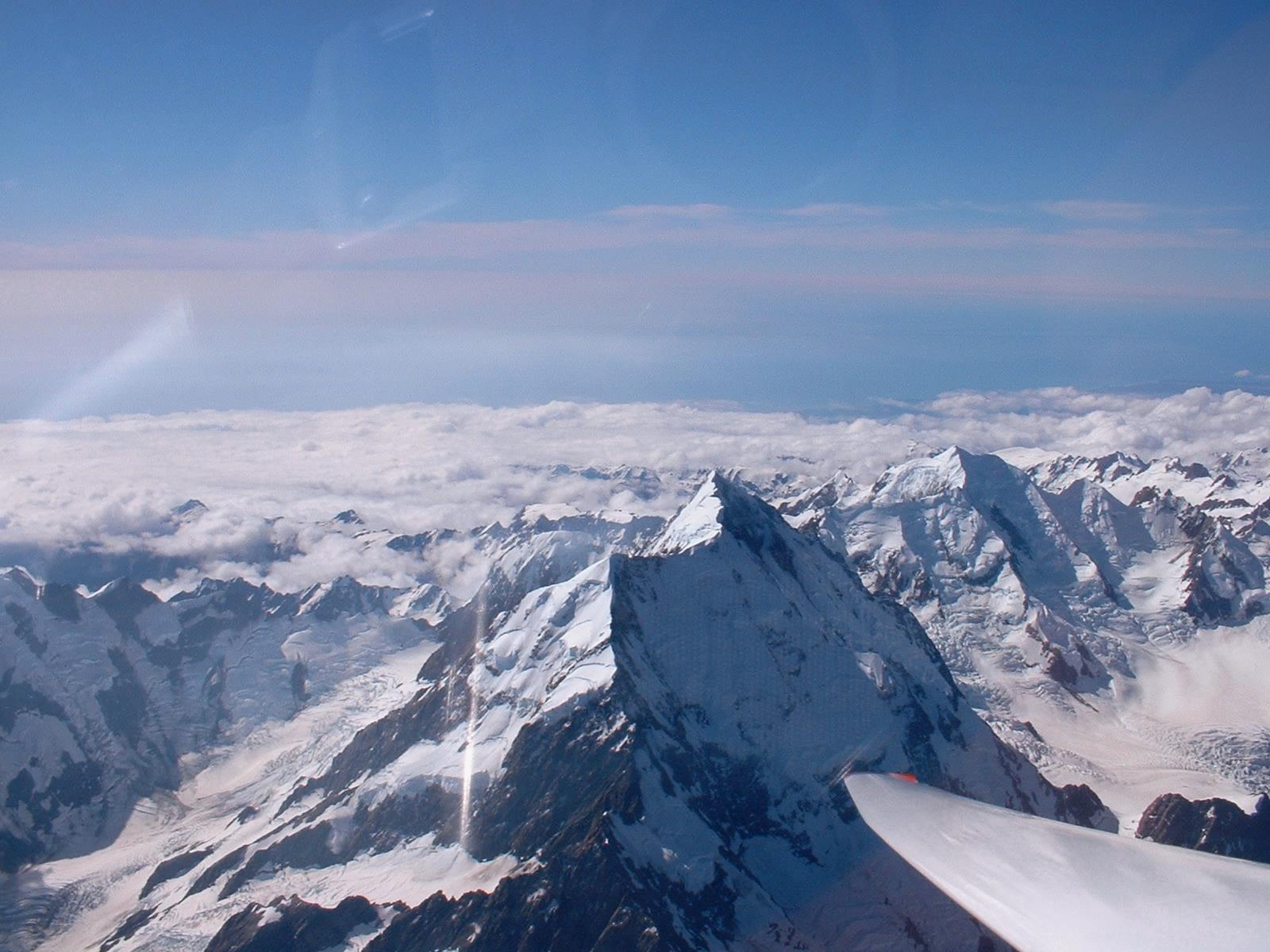
أوراكي / جبل كوك التي شوهدت من الجنوب، مأخوذة من طائرة شراعية تحلق على ارتفاع 4000 متر (13000 قدم)

أوراكي هو اسم شخص في تقاليد نغاي تاهو ايوي، الاسم المبكر للجزيرة الجنوبية هو تي واكا يا أوراكي (زورق أوراكي) في الماضي، اعتقد الكثيرون أنها تعني «سحابة الثاقب»،عرضًا رومانسيًا لمكونات الاسم: تي واكا (العالم، النهار، السحابة، إلخ) وأوراكي (اليوم، السماء، الطقس، إلخ)،  تاريخيا، تم تهجئة اسم الماوري، وذلك باستخدام نموذج الماوري القياسي.
أصبح أوراكي / جبل كوك معروفًا لماوري بعد وصوله إلى نيوزيلندا في وقت ما حوالي القرن الرابع عشر الميلادي كان الأوروبيون الأوائل الذين شاهدوا أوراكي / جبل كوك أعضاءًا في طاقم أبيل تسمان، الذين رأوا «أرضًا كبيرة مرتفعة على ارتفاع» (ربما جزءًا من جبال الألب الجنوبية) بينما كانوا قبالة الساحل الغربي للجزيرة الجنوبية، شمالًا حاليًا يوم جريموث   في 13 ديسمبر 1642 خلال أول رحلة تاسمان في المحيط الهادئ، تم إعطاء الاسم الإنجليزي لجبل كوك إلى الجبل في عام 1851 من قبل الكابتن جون لورت ستوكس إلى الشرف جيمس كوك الذي قام بمسح وتجول في جزر نيوزيلندا في عام 1770، ولم يشاهد الكابتن كوك الجبل أثناء استكشافه.
بعد التسوية بين نغوي تاهو والتاج في عام 1998، تم تغيير اسم الجبل رسميًا من جبل كوك إلى أوراكي / جبل كوك لتضمين اسم الماوري التاريخي، أوراكي  كجزء من المستوطنة، تم تعديل عدد من أسماء جنوب الجزيرة لتضمين اسم الماوري الأصلي، أهمية أوراكي / جبل كوك بموجب المستوطنة، وافق التاج على العودة إلى أوراكي / جبل كوك إلى نغاي تاهو، الذي كان سيعطيها هدية رسمية بعد ذلك إلى الأمة، لم يحدث النقل بعد، يمكن أن يقررنغاي تاهو متى سيحدث هذا.

### تاريخ التسلق

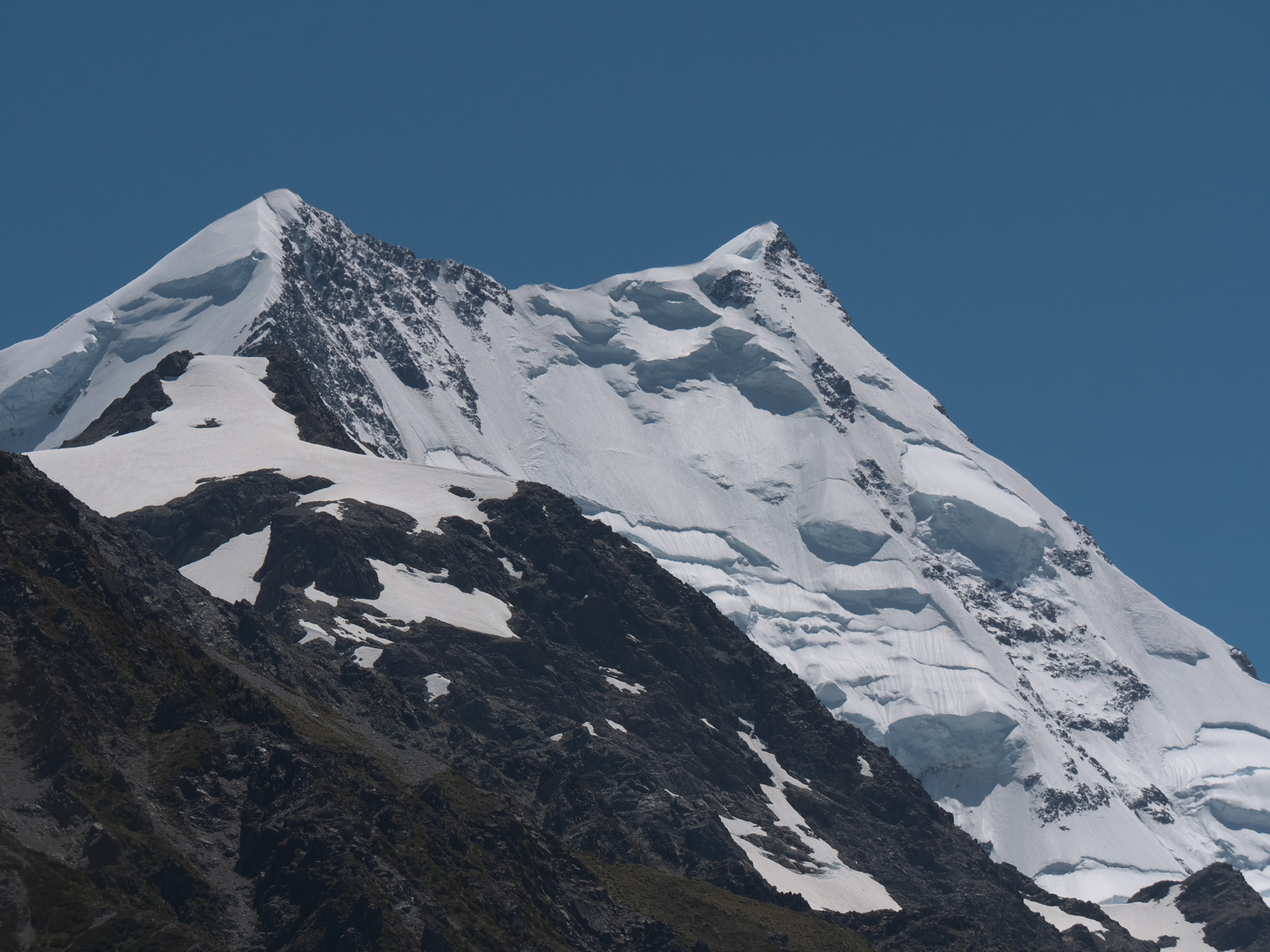
منظر لأوراكي / جبل كوك من بحيرة تسمان جنوب الجبل.

تم إجراء أول محاولة مسجلة من قبل القس الأيرلندي، ويليام إس. جرين ودليل الجبال السويسري إميل بوس ودليل الجبال السويسري أولريش كوفمان في 2 مارس 1882 عبر نهري تاسمان وليندا الجليدي، يعتقد مؤلف كتاب دليل هيو لوغان أنها جاءت على مسافة 50 مترًا من القمة.
أول صعود معروف كان في 25 ديسمبر 1894، عندما وصل النيوزيلنديون توم فايف وجون مايكل (جاك) كلارك وجورج غراهام إلى القمة عبر وادي هوكر والحافة الشمالية،  كان إدوارد فيتزجيرالد يراقب القمة، وصل الحزب إلى القمة في حوالي الساعة 1:30 بعد الظهر بعد أن وصل إلى قمة الجبل،  لم يتكرر المسار الذي اجتازوه بنجاح مرة أخرى حتى صعود المائة بعد 60 عامًا في عام 1955، المرشد السويسري ماتياس زوربريجن من حزب فيتزجيرالد في 14 مارس 1895 من جانب تاسمان الجليدي، عبر التلال التي تحمل اسمه الآن، ويعود الفضل في ذلك إلى الصعود الفردي الأول، على الرغم من أن زوربريجن كان جزءًا من التلال بواسطة ياء ادامسون، بعد صعود زوربريجن، في فبراير 1905 أكمل جاك كلارك مع أربعة آخرين الصعود الثالث بعد طريق زوربريجن، لذلك أصبح كلارك أول شخص يقوم بتكرار الصعود.
كان المرشد المحلي جورج بانيستر، ابن شقيق مرشد آخر، نغاي تاهوأول الماوريين الذين نجحوا في توسيع نطاق الذروة في عام 1912،  تم إنجاز الجزء العلوي من القمم الثلاث لأول مرة في عام 1913 من قِبل فريدا دو فاور وإرشاد بيتر وأليكس غراهام، تكررت كونراد كين هذه «الحفرة الكبرى» في يناير 1916، حيث كانت تقود السيدة البالغة من العمر 57 عامًا جين طومسون، التي اعتبرت في ذلك الوقت «إنجازًا رائعًا لا مثيل له بسبب الجرأة في سجلات جبال الألب الجنوبية».
قام السير إدموند هيلاري بأول صعود له في يناير 1948، بينما في فبراير 1948 مع روث آدمز وهاري أيريس وميك سوليفان، صنع هيلاري أول صعود لجنوب ريدج  من أجل الاحتفال بحياة هيلاري الجنوب تم تغيير اسم ريدج إلى هيلاري ريدج في أغسطس 2011.
يعد أوراكي / جبل كوك جبلًا من التحديات الفنية مع مستوى عالٍ من التجلد، وغالبًا ما يعتمد مستوى الصعوبة بشكل كبير على ظروف الثلوج والجليد، يعبر التسلق شقوقًا كبيرة، ويتضمن مخاطر السقوط الجليدي والصخري والانهيارات الجليدية والظروف المناخية المتغيرة بسرعة.
منذ أوائل القرن العشرين، توفي حوالي 80 شخصًا وهم يحاولون تسلق الجبل،  مما يجعله أعلى قمة دموية في نيوزيلندا، يستمر موسم التسلق تقليديًا من نوفمبر إلى فبراير، وبالكاد يمر موسم بموت واحد على الأقل.

## جيولوجيا

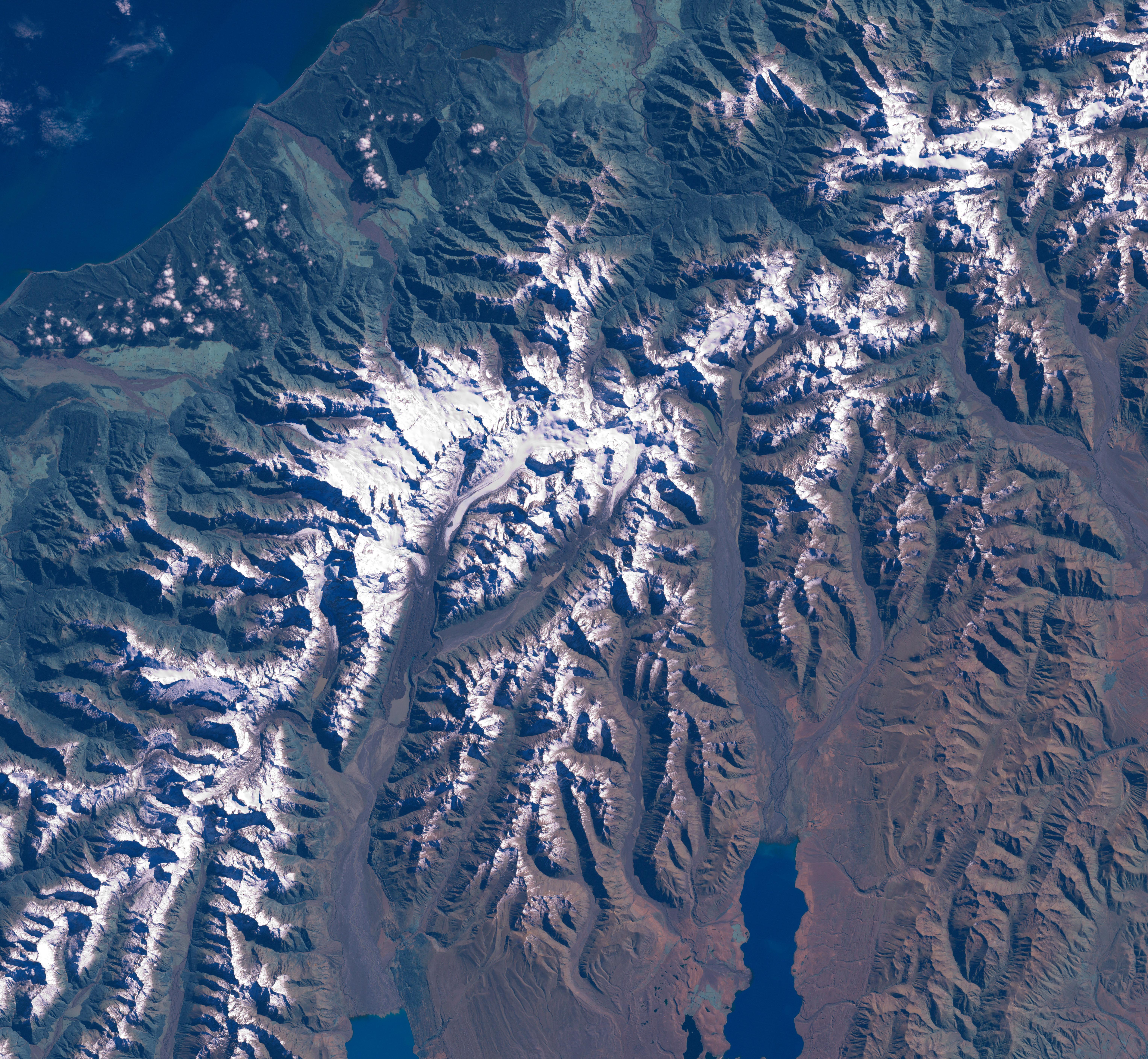
أوراكي / جبل كوك من لاندسات.

تشكلت جبال الألب الجنوبية في الجزيرة الجنوبية عن طريق رفع الضغط التكتوني والضغط عندما اصطدمت لوحات المحيط الهادئ والهنود الأسترالي على طول الساحل الغربي للجزيرة، يستمر الارتفاع، حيث يرفع أوراكي / جبل كوك بمعدل 7 ملليمترات (0.28 بوصة) كل عام، ومع ذلك، فإن قوات التآكل هي أيضا صائغي قوي للجبال، يكون الطقس حوالي 45 درجة مئوية، جنوب إفريقيا وأستراليا، جبال الألب الجنوبية هي أول عقبة تواجه الرياح بعد أمريكا الجنوبية، حيث انتقلت شرقًا عبر المحيط الجنوبي.
تم إنشاء ارتفاع أوراكي / جبل كوك في عام 1881 من قبلجي، روبرتس (من الجانب الغربي) وفي عام 1889 من قبل تي.ن. برودريك (من جانب كانتربري)، اتفقت قياساتهم عن قرب على ارتفاع 12349 قدمًا (3764 مترًا)، تم تخفيض الارتفاع بمقدار 10 أمتار (33 قدمًا) عندما سقط ما يقرب من 12-14 مليون متر مكعب من الصخور والجليد من الذروة الشمالية في 14 ديسمبر 1991.عقدين من تآكل الغطاء الجليدي المكشوف بعد هذا الانهيار، خفض الارتفاع بمقدار 30 مترًا إلى 3724 مترًا، كما كشفته بيانات GPS الجديدة من بعثة تسلق جامعة أوتاجو في نوفمبر 2013. 
يقع أوراكي / جبل كوك في وسط جبال الألب المميزة، وهو خط نشط طوله 650 كم في جبال الألب الجنوبية، وهي مسؤولة عن رفع مستوى أوراكي / جبل كوك ويعتقد أنها تتحرك كل 100 إلى 300 عام، انتقلت آخر مرة في عام 1717.

## الغابات المحيطة والأنهار الجليدية
يبلغ متوسط هطول الأمطار السنوي في الأراضي المنخفضة المحيطة، خاصةً إلى الغرب، حوالي 5 إلى 10 أمتار (200 إلى 390 بوصة)، هذا هطول الأمطار عالية جدا يؤدي إلى الأنهار الجليدية المتدفقة، وتشمل هذه تاسمان الجليدية.
تعد الوديان الواقعة إلى الشرق، ولا سيما وادي تسمان، أقل خصوبة بشكل ملحوظ من المنحدرات الغربية للجبل، عادة ما تنمو الغابات إلى حوالي 1300 متر في هذه المنطقة، لكن قلة التربة بسبب الصخور وسقوط الصخور وآثار التجلد تمنع هذا في معظم المناطق المحيطة بالجبال، تتساقط الثلوج وغيرها من نباتات جبال الألب على ارتفاع 1900 متر فوق خط الثلوج، يمكن العثور على الأشنة فقط بين الصخور وحقول الثلج والجليد التي تهيمن على أعلى أجزاء من أوراكي / جبل كوك.

## التاريخ الماوري والأساطير والتقاليد

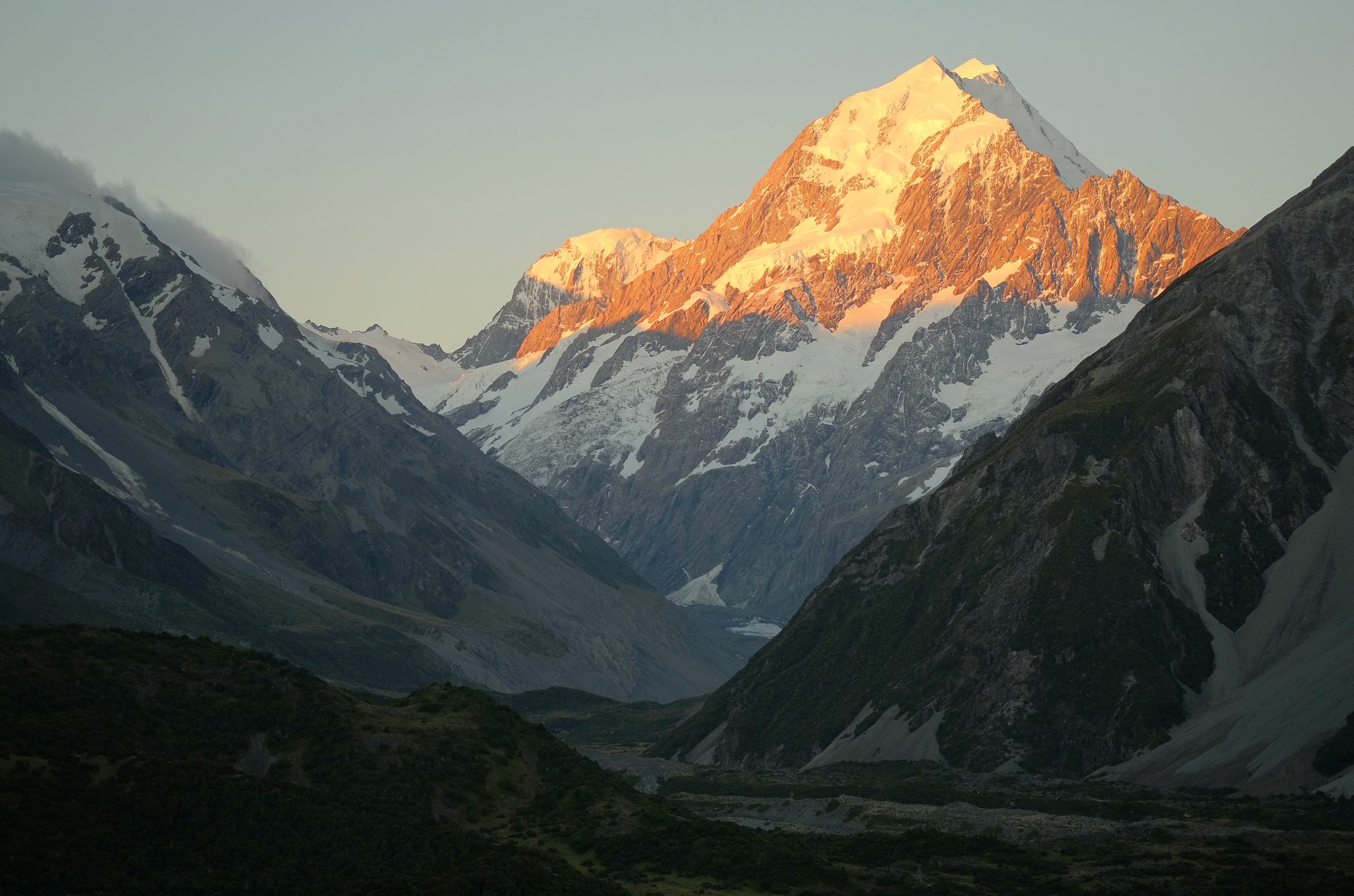
أوراكي / جبل كوك عند غروب الشمس من وادي هوكر.

وفقًا لأسطورة الماوري، كان أوراكي صغيراً كان، إلى جانب إخوته الثلاثة، أبناء راكينوي، في رحلتهم حول Papatūānuku، أم الأرض، أصبحت زورقهم عالقة على الشعاب المرجانية وتميل، صعد أوراكي وإخوانه إلى الجانب العلوي من زورقهم، ومع ذلك جمدتهم الرياح الجنوبية وحولتهم إلى الحجر، أصبح زورقهم تي واكا الذي كان أوراكي، الجزيرة الجنوبية، وسهامهم مارلبورو، أصبح أوراكي وهو الأطول، أعلى قمة وأنشأ إخوته كا تيريري يا تي موانا، جبال الألب الجنوبية.
يعتبرنغاي تاهو، من قبيلة إيوي الرئيسية في المنطقة الجنوبية لنيوزيلندا، أوراكي أكثر أسلاف الأجداد التي نزحوا منها، يجلب أوراكي الإيوي بإحساسه بالمجتمع والغرض، ويبقى الشكل المادي لأوراكي والصلة بين عوالم الطبيعة الخارقة للطبيعة.

## الجدول الزمني
- 1642 - أوراكي ربما شاهدها أبيل تسمان وأفراد الطاقم. [40]
- 1770 - الكابتن كوك يدعى جبال الألب الجنوبية.
- 1851 - أعطى الكابتن ستوكس من سفينة المسح أتش أم إس أيرون اسم جبل كوك لأوراكي.
- 1894 - صعود الأول من أوراكي / جبل كوك، في يوم عيد الميلاد، من قبل جاك كلارك، توم فايف وجورج غراهام.
- 1910 - أصبحت فريدا دو فاور أول امرأة تتسلق جبال أوراكي / جبل كوك.
- 1913 - صعود أول مسند للقدمين وجبل سيفتون بواسطة حفلة تسلق فريدا دو فاور.
- 1914 - أول حادث قاتل، عندما تم القبض على ثلاثة رجال في انهيار جليدي على ليندا الجليدية.
- 1982 - مارك انجليس محاصر في كهف الثلج.
- 1991 - انهيار ثلجي يبلغ ارتفاعه 10 ملايين متر مكعب من الثلج والصخور يؤدي إلى فقد 10 أمتار من قمة أوراكي / جبل كوك عقدين من تآكل الغطاء الجليدي المكشوف بعد هذا الانهيار قلص الارتفاع بمقدار 30 مترًا إلى 3724 م، كما كشفته بيانات GPS الجديدة من بعثة تسلق جامعة أوتاجو في نوفمبر 2013.[41][42]
- 1998 - يعترف قانون تسوية مطالبات نغوي تاهو رسمياً بالاسم الأصلي، ويعيد تسمية جبل أوراكي / جبل كوك.